# Comuna de Bądkowo
Bądkowo (polaco: Gmina Bądkowo) é uma gminy (comuna) na Polónia, na voivodia de Cujávia-Pomerânia e no condado de Aleksandrowski. A sede do condado é a cidade de Bądkowo.
De acordo com os censos de 2004, a comuna tem 4646 habitantes, com uma densidade 58,3 hab/km².

## Área
Estende-se por uma área de 79,7 km², incluindo:
- área agricola: 96%
- área florestal: 1%

## Demografia
Dados de 30 de Junho 2004:
|                      | Total   | Total | Mulheres | Mulheres | Homens  | Homens |
| -------------------- | ------- | ----- | -------- | -------- | ------- | ------ |
|                      | pessoas | %     | pessoas  | %        | pessoas | %      |
| População            | 4646    | 100   | 2319     | 49,9     | 2327    | 50,1   |
| Densidade (pop./km²) | 58,3    | 100   | 29,1     | 29,1     | 29,2    | 29,2   |

De acordo com dados de 2002, o rendimento médio per capita ascendia a 1429,42 zł.

## Subdivisões
- Antoniewo, Bądkówek, Bądkowo, Biele, Jaranowo, Kalinowiec, Kaniewo, Kolonia Łowiczek, Kryńsk, Kujawka, Kwiatkowo, Łowiczek, Łówkowice, Sinki, Słupy Duże, Słupy Małe, Tomaszewo, Toporzyszczewo, Wójtówka, Wysocin, Zieleniec, Żabieniec.

## Comunas vizinhas
- Brześć Kujawski, Koneck, Lubanie, Osięciny, Waganiec, Zakrzewo,